# پت ترنر
پت ترنر (انگلیسی: Pat Turner؛ زادهٔ ۲۴ مارس ۱۹۶۱) قایقران روئینگ اهل کانادا بود.